# The Comeback (film)
Pour les articles homonymes, voir Comeback.
The Comeback est un film dramatique américain réalisé par Raoul Walsh, sorti en 1915.

## Fiche technique
- Titre original : The Comeback
- Réalisation : Raoul Walsh
- Société de production : Majestic Motion Picture Company
- Société de distribution : Mutual Film
- Pays de production :  États-Unis
- Langue originale : anglais
- Format : noir et blanc — 35 mm — 1,37:1 — film muet
- Genre : Film dramatique
- Durée : 2 bobines - 600 m
- Date de sortie :
  - États-Unis : 2 mai 1915

## Distribution
- Elmer Clifton : Borden
- Ralph Lewis : Fred Dennison
- Billie West
- John T. Dillon
- William H. Brown